# Passaporto georgiano
Il passaporto georgiano (საქართველოს პასპორტი) è un documento di riconoscimento che certifica l'identità e cittadinanza del suo possessore. Viene rilasciato a tutti i cittadini georgiani per varcare i confini nazionali a prescidere dall'età. Il documento ha una validità di 10 anni.

## Descrizione
La copertina è di colore rosso borgogna con lo stemma della Georgia e il nome del paese, Sakartvelo (in georgiano საქართველო?} e in inglese  "Georgia", sovrapposti alle scritte in georgiano e inglese per "passaporto". Nella terza di copertina è raffigurata una mappa della Georgia con evidenziate le città principali: Tbilisi, Kutaisi, Sukhumi, Batumi, Tskhinvali, Telavi, Poti, eccetera. Il passaporto può avere 32 o 48 pagine. La tassa governativa è rispettivamente di 35 e 40 lari georgiani.
I passaporti sono rilasciati dalla agenzia civile del registro, parte del ministero della giustizia attraverso le sedi distaccate nel territorio, indipendentemente dalla sede di residenza del richiedente. I cittadini della Georgia all'estero possono richiedere il documento agli uffici consolari.

## Rilascio del passaporto
I documenti richiesti a un cittadino della Georgia per ottenere il passaporto sono: 
1. carta di identità,
2. ricevuta del pagamento della tassa governativa,
3. fotografia digitale del titolare.

Per i minorenni è richiesto un consenso dei genitori registrato da un notaio.
Le foto sono riportate nel passaporto con una speciale tecnica e sono salvate all'interno dei dati biometrici. Il formato di memorizzazione dei dati è tale da prevenire falsificazioni. Il passaporto contiene anche i dati relativi a nome, cognome, sesso, data e luogo di nascita, numero personale, il nome della autorità che ha rilasciato il passaporto, data di emissione e validità, firma del titolare.
La perdita o il danneggiamento del passaporto non comporta alcuna responsabilità per il titolare. Inoltre, la stessa persona può richiedere un numero illimitato di passaporti.

## Requisiti per i visti d'ingresso negli altri paesi

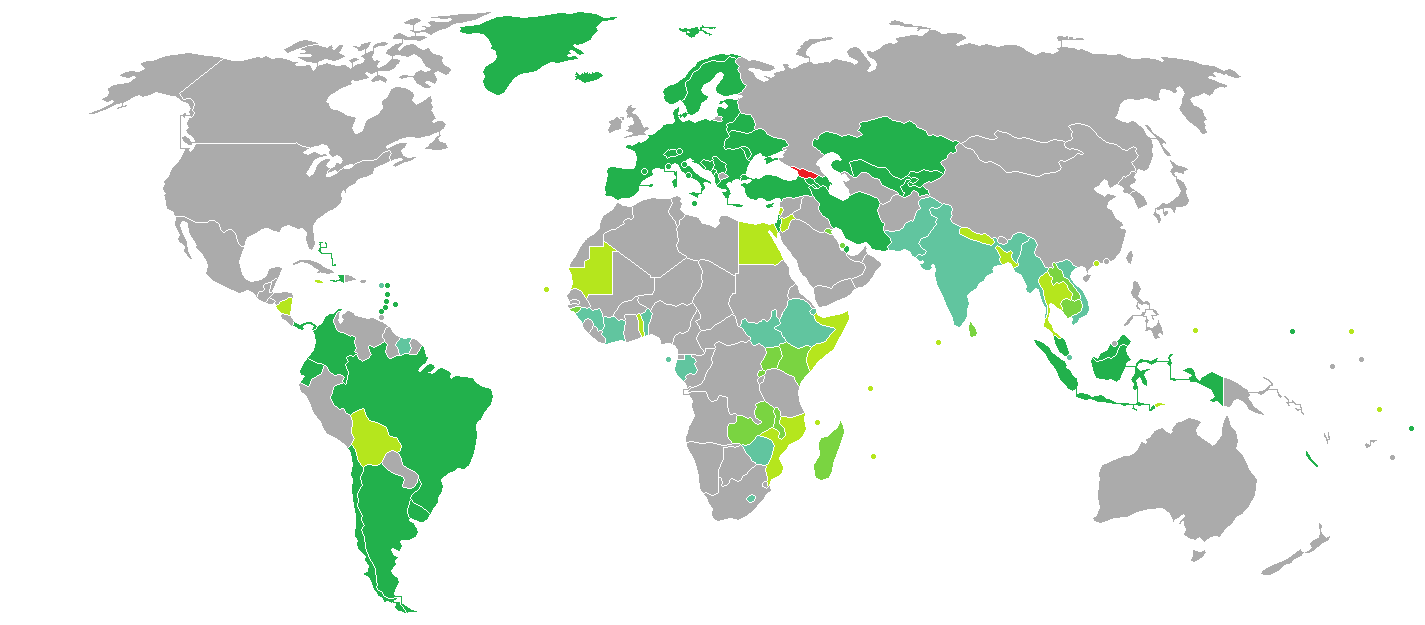
Paesi e territori che non richiedono visto d'ingresso o lo concedono all'arrivo ai possessori di un passaporto georgiano

Al 1 ottobre 2019 i cittadini georgiani non necessitano di visto d'ingresso o lo ricevono all'arrivo di 114 tra stati e territori, posizionando il passaporto georgiano al cinquantesimo posto in classifica in termini di libertà di viaggio in base all'indice Henley Passport.

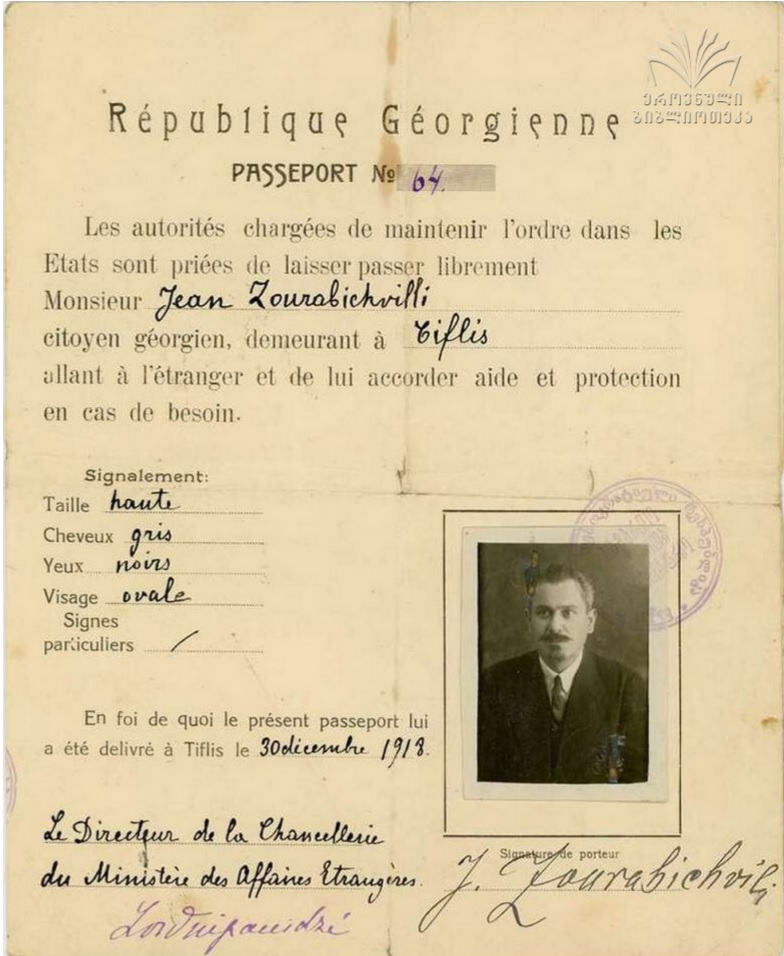
Passporto di un cittadino della Repubblica democratica di Georgia del 1918